# Juan Negrín
Juan Negrín López (Las Palmas, 3 febbraio 1892 – Parigi, 12 novembre 1956) è stato un politico spagnolo.
È stato capo del governo della Seconda Repubblica spagnola dal 17 maggio 1937 al 1º aprile 1939, e in seguito in esilio fino al 1945.

## Biografia

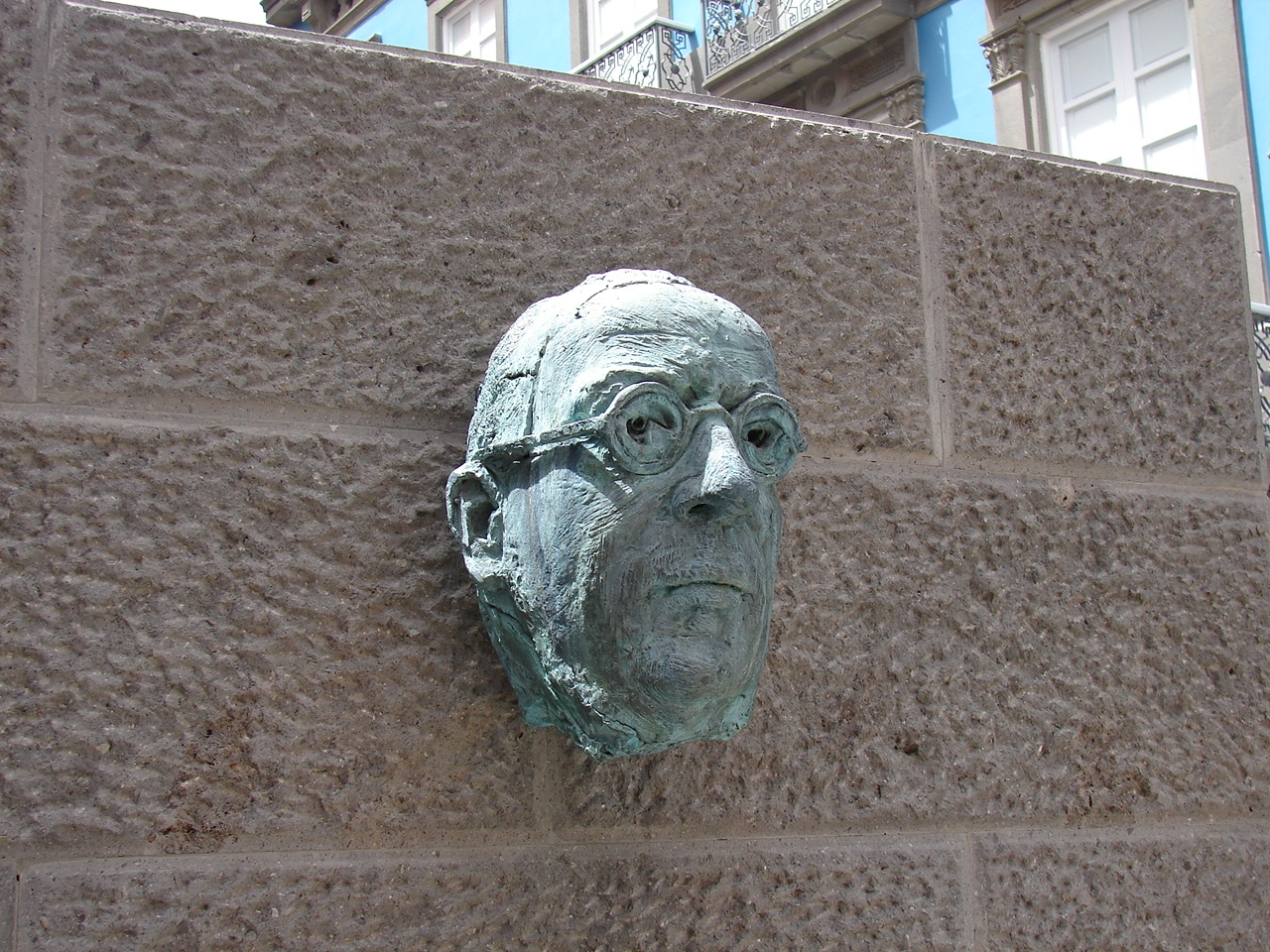
Monumento in onore di Juan Negrín presso Las Palmas de Gran Canaria.

Medico e direttore di una clinica privata di Madrid, prima di ricoprire incarichi di governo era professore universitario di fisiologia all'Università centrale di Madrid. Fu nominato ministro delle Finanze nel settembre 1936 nel governo di Francisco Largo Caballero, in piena guerra civile spagnola. Durante la sua permanenza al ministero delle Finanze, si occupò del trasferimento delle riserve auree della Banca Centrale spagnola in Unione Sovietica, in cambio di aiuti finanziari e militari. Questa operazione fu condotta da Negrín e Largo Caballero nel massimo riserbo; ne era al corrente solo Indalecio Prieto; perfino il presidente della repubblica, Manuel Azaña, fu tenuto all'oscuro, secondo Largo Caballero stesso.
Nel maggio 1937 il presidente della repubblica, dopo le dimissioni di Largo Caballero, nominò Juan Negrín Presidente del Governo spagnolo. Azaña sperava di irrobustire il potere del governo centrale, indebolito dalla presenza di alcune milizie armate di sindacati e anarchici; Negrín, come Azaña, pensava che bisognasse ridurre i fermenti rivoluzionari all'interno della Repubblica e guadagnarsi le simpatie dei settori più progressisti della Chiesa cattolica e della classe media, intimoriti dalle tendenze rivoluzionarie; in questo modo si sarebbe stabilizzata la situazione interna, condizione ritenuta necessaria per vincere la guerra civile contro Franco.
Sul piano militare, fece condurre una serie di offensive: a Brunete, Belchite, Teruel e quella dell'Ebro. Sebbene Negrín avesse sempre fatto parte dell'ala moderata del Partito Socialista spagnolo (PSOE), lavorò a stretto contatto con il Partito Comunista (PCE), stalinista, che in quei mesi aveva abbandonato gli entusiasmi rivoluzionari per una collaborazione più ampia con le altre forze repubblicane. La collaborazione con i comunisti del PCE è uno degli aspetti più salienti del governo Negrín e anche uno dei più discussi. Da più parti, sia di destra sia di sinistra, si è arrivati a dire che il governo fosse dominato dai comunisti stalinisti. Oltre alle ragioni di politica interna, ciò che rendeva il PCE essenziale per il governo era l'appoggio dell'Unione Sovietica; dopo che i paesi democratici, Regno Unito e Francia per prime, adottarono una politica di non intervento nella guerra civile e quindi rifiutarono di fornire aiuti al governo repubblicano, l'Unione Sovietica rimase praticamente l'unica fonte di aiuti sia militari sia economici.
Nonostante gli estremi tentativi di Negrín, la situazione militare della Repubblica spagnola continuò a peggiorare. Nell'ottobre 1937 trasferì il governo da Valencia a Barcellona, più lontana dal fronte. Nel settembre del 1938, ritenendo imminente lo scoppio di una guerra europea, fece smobilitare le Brigate internazionali, sperando che questo desse alla Germania e all'Italia l'occasione per togliere il loro appoggio materiale e di uomini alla fazione franchista. La conferenza di Monaco allontanò però la guerra in Europa e il conseguente cambiamento di situazione internazionale.
All'inizio del 1939, quando cadde in mano ai franchisti anche la Catalogna, al Parlamento riunito a Figueres egli propose la capitolazione, con la sola condizione che fosse risparmiata la vita agli sconfitti. La sua proposta non fu però accolta dal Parlamento; Negrín decise quindi di riportare il governo a Madrid per controllarne l'evacuazione. il 4 marzo il Colonnello Segismundo Casado, comandante dell'armata repubblicana del centro, assieme a José Miaja e dal leader socialista anticomunista Julián Besteiro, oltre ad altri leader anarchici come Cipriano Mera, decisero di porre fine a quello che ritenevano un massacro sempre più insensato e si ribellarono all'ordine di resistere a qualunque costo emesso da Negrín, che ritenevano anche un traditore perché mentre parlava di resistenza ad oltranza esportava capitali e si teneva pronto alla fuga. L'instaurarsi della Junta Casado mise di fatto fine all'autorità del governo Negrín; poco dopo i repubblicani capitolarono. 
Negrín fu membro della massoneria.

### Epurazione professionale
La sua epurazione come cattedratico da parte del franchismo, senza che egli avesse alcuna possibilità di difesa, avvenne a seguito di un ordine ministeriale del 1939 che coinvolse anche altri cattedratici (era comunque impensabile per il nuovo regime dover pagare la futura pensione a questi docenti, a meno che non fossero stati precedentemente licenziati con perdita dei diritti acquisiti) :
(Ministero de la Educación Nacional, Orden del 3 de febrero de 1939)
Dopo la capitolazione, Negrín riparò prima in Francia, quindi a Londra, dove continuò a presiedere il governo repubblicano in esilio fino al 1945, quando si dimise per contrasti con Indalecio Prieto e Diego Martínez Barrio. Si stabilì infine in Francia; morì a Parigi nel 1956 all'età di 64 anni.